# Atlanta (Indiana)
Atlanta é uma cidade  localizada no estado americano de Indiana, no Condado de Hamilton.

## Demografia
Segundo o censo americano de 2000, a sua população era de 761 habitantes. 
Em 2006, foi estimada uma população de 838, um aumento de 77 (10.1%).

## Geografia
De acordo com o United States Census Bureau tem uma área de 
0,8 km², dos quais 0,8 km² cobertos por terra e 0,0 km² cobertos por água.

## Localidades na vizinhança
O diagrama seguinte representa as localidades num raio de 20 km ao redor de Atlanta. 